# I Remember You
"I Remember You" é o terceiro e final single do álbum de estreia do Skid Row, de 1989, que leva o nome da própria banda. A balada foi lançada em novembro de 1989 e escrita pelos companheiros de banda Rachel Bolan e Dave "The Snake" Sabo. Alcançou a 6ª posição na Billboard Hot 100 e a 23ª colocação na Mainstream Rock Tracks no início de 1990. A canção também alcançou o 36º lugar no UK Singles chart.
Em 2003, o Skid Row, desta vez com o novo vocalista Johnny Solinger, gravou uma segunda versão da canção intitulada I Remember You Two. A canção aparece no álbum Thickskin. A versão de Solinger foi duramente criticada tanto pelos críticos como pelos fãs.
Em uma entrevista em 2007, o vocalista Sebastian Bach comentou: "I Remember You" foi a balada de 1º lugar nos Estados Unidos da América no ano de 1990... Você fala sobre fazer memórias! Literalmente todo o país da América fez de sua balada "I Remember You" um ano, e isso é uma memória real pesada para bater."
No Brasil a canção foi amplamente difundida por integrar a trilha sonora internacional da telenovela "Vamp" exibida pela Rede Globo entre 1991/1992, como tema da protagonista "Natasha", interpretada pela atriz Claudia Ohana.

## Faixas
| N.º | Título                                 | Duração |  |
| 1.  | "I Remember You" (Bolan, Sabo)         | 5:14    |  |
| 2.  | "Makin' a Mess" (Bach, Bolan, Sabo)    | 3:39    |  |
| 3.  | "Big Guns" (Affuso, Bolan, Hill, Sabo) | 3:38    |  |

## Créditos
- Sebastian Bach – voz
- Dave "The Snake" Sabo – guitarra
- Scotti Hill – guitarra
- Rachel Bolan – baixo
- Rob Affuso – bateria